# Diostrombus djambensis
Diostrombus djambensis är en insektsart som beskrevs av Synave 1973. Diostrombus djambensis ingår i släktet Diostrombus och familjen Derbidae. Inga underarter finns listade i Catalogue of Life.